# Илоносцы
Илоносцы (лат. Georissidae) — семейство насекомых отряда жесткокрылых, включающее единственный род Georissus. Это крошечные жучки, живущие во влажной почве, часто возле воды. Распространены повсеместно.

## Описание
Характеризуются однотипным образом жизни и связаны с илом в прибрежной зоне пресных водоёмов.
Некоторые представители рода проявляют способность к псаммофории.

## Распространение
Встречаются повсеместно, в том числе, на территории России.

## Виды
Род Georissus насчитывает около 80 видов.
- Georissus australis
- Georissus babai
- Georissus bipartitus
- Georissus caelatus
- Georissus californicus
- Georissus canalifer
- Georissus capitatus
- Georissus coelosternus
- Georissus costatus
- Georissus crenulatus
- Georissus formosanus
- Georissus fusicornis
- Georissus granulosus
- Georissus instabilis
- Georissus japonicus
- Georissus kingii
- Georissus kurosawai
- Georissus laesicollis
- Georissus minusculus
- Georissus occidentalis
- Georissus pusillus
- Georissus sakaii
- Georissus septemcostatus
- Georissus substriatus
- Georissus trifossulatus
- другие виды